# Michael Barratt
Michael Reed (Mike) Barratt (Vancouver, 16 april 1959) is een Amerikaans ruimtevaarder. Barratts eerste ruimtevlucht was Sojoez TMA-14 en vond plaats op 26 maart 2009. Tijdens de missie werd voorraad en de bemanning voor ISS Expeditie 19 naar het Internationaal ruimtestation ISS gebracht.
Baratt maakte deel uit van NASA Astronautengroep 18. Deze groep van 17 ruimtevaarders begon hun training in 2000 en had als bijnaam The Bugs. 
In totaal heeft Barratt twee ruimtevluchten op zijn naam staan. Tijdens zijn missies maakte hij in totaal twee ruimtewandelingen.
In augustus 2023 werd Barratt geselecteerd als piloot van SpaceX Crew-8.